# Ordonac
Ordonac (en francès Ordonnac) és un municipi francès situat al departament de la Gironda i a la regió de la Nova Aquitània.

## Demografia
| 1962                                       | 1968 | 1975 | 1982 | 1990 | 1999 | 2007 |
| ------------------------------------------ | ---- | ---- | ---- | ---- | ---- | ---- |
| 332                                        | 354  | 338  | 385  | 418  | 406  | 391  |
| Des de 1962: població sense dobles comptes |      |      |      |      |      |      |

## Administració
| Període   | Identitat             | Partit |
| --------- | --------------------- | ------ |
| 2001-2009 | Christian Fontagnère  |        |
| 2008-     | Marguerite Ordronneau |        |